# Aerospike (motor de coet)

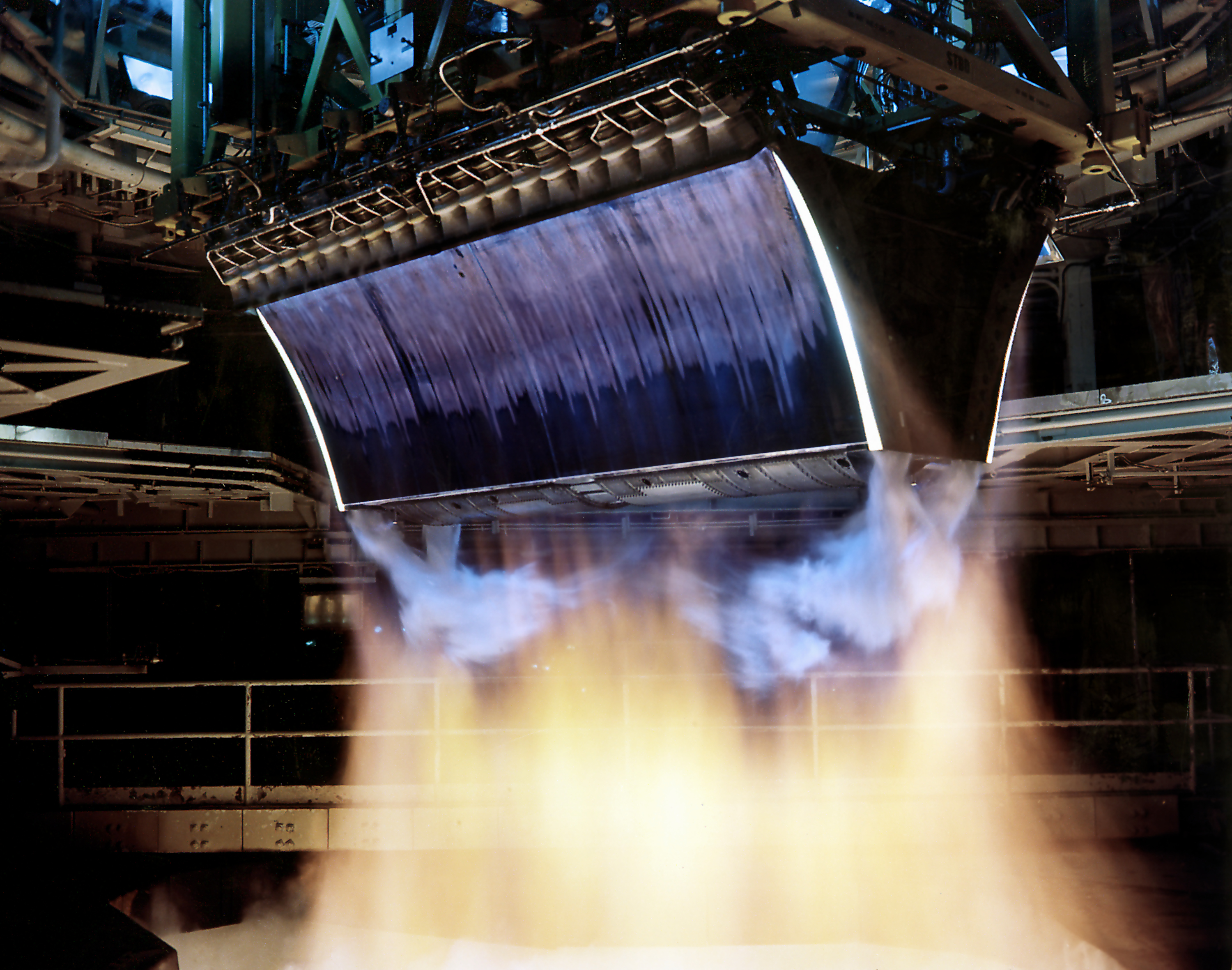
Assaig del motor aerospike lineal XRS-2200 del X-33, un demostrador de tecnologia a escala reduïda del VentureStar.

Un motor aerospike o aeropunta és un tipus de motor de coet que manté la seva eficiència aerodinàmica al llarg d'un gran rang d'altituds mitjançant l'ús d'una tovera aerospike. És, per tant, una classe de tovera de motor coet compensada per altitud. Un vehicle amb un motor aerospike usa d'un 25 a 30% menys combustible a baixes altituds, on la majoria de les missions tenen major necessitat d'embranzida.
Els motors aerospike han estat estudiats durant alguns anys i són els motors de base per a molts dissenys de SSTO, col·locant-se com a forts competidors dels motors principals del transbordador espacial (ja retirat). No obstant això, cap motor aerospike està en fase de producció comercial a la data. Els motors aerospikes de gran grandària estan encara en fase de prova.

## Principis de funcionament
El concepte bàsic de qualsevol tovera convencional és dirigir eficientment el flux dels gasos de sortida del motor coet en una direcció. A la sortida, la mescla de gasos a alta temperatura té una distribució efectiva de quantitat de moviment aleatòria; en cas de permetre de manera directa la seva fuita, només una petita part del flux s'aprofitarà en la direcció adequada per a contribuir a l'embranzida.
Aquesta és una de les raons dels coets de diverses etapes. A més alçada, el propulsor necessita un motor de coet diferent. Encara que sigui el mateix motor que s'utilitza per a l'enlairament, el motor de l'etapa superior necessita una configuració de campana diferent per gestionar la diferència de pressió.

Comparació entre el disseny d'un motor coet de tovera convencional (esquerra) i un motor coet aerospike (dreta).

Per mantenir la seva eficiència aerodinàmica en un rang ampli d'altures, en comptes d'expulsar els gasos de sortida a través d'un petit forat a la meitat de la tovera, un motor aerospike evita la distribució aleatòria llançant aquests gasos al llarg de la cara exterior d'un volum sòlid amb forma de tascó, spike (o punta). Aquesta punta forma un costat d'una tovera virtual, amb l'altre costat format per l'aire exterior: d'aquí el terme aerospike o aeropunta. Això fa que els gasos es distribueixin eficientment a totes les altures, ja que com més alt està el coet, menys pressió atmosfèrica trobem i els gasos expulsats es distribueixen d'una manera més eficient que en les toveres clàssiques.

## Variacions
Existeixen diverses versions del disseny, diferenciades per la seva forma. A l'aerospike toroidal la punta és parabòlica amb els gasos de sortida que són expulsats en un anell que envolta un cèrcol exterior. En teoria, aquesta solució requereix un spike de longitud infinita per a l'òptima eficiència; no obstant això, és possible aconseguir aquest mateix efecte mitjançant el bufat d'una petita quantitat de gas a través d'un spike més curt i truncat.
A l'aerospike lineal la punta consisteix en una placa amb forma de tascó, amb els gasos de fuita sortint en cada cara, començant des de l'extrem amb major amplària. El disseny té l'avantatge de ser “apilable”, cosa que permet que diversos motors més petits siguin col·locats en fila. D'aquesta manera s'aconsegueix un motor més gran, alhora que es possibilita un adreçament del flux mitjançant control d'embranzida individual de cadascun dels motors posats en fila.